# Изабела Лотарингска
Изабела Лотарингска (на френски: Isabelle de Lorraine; * ок. 1400; † 28 февруари 1453, Анже) от фамилията Шатеноа, е херцогиня на Горна Лотарингия от 1431 до 1453 г. Като първа съпруга на Рене I от Анжу тя е също кралица на Неапол от 1435 до 1442 г. Нейната дъщеря Маргарете се омъжва през 1445 г. за английския крал Хенри VI.

## Биография
Изабела е най-възрастната дъщеря и наследница на лотарингския херцог Карл II (* 1364; † 25 януари 1431) и съпругата му Маргарете от Пфалц (* 1376; † 1434), дъщеря на крал Рупрехт от род Вителсбахи и на Елизабет от Хоенцолерн.
През 1413 г. в Нанси е запланувана женитба на Изабела с Лудвиг VIII, синът на херцог Лудвиг VII от Херцогство Бавария-Инголщат. На 20 март 1419 г. баща ѝ се съгласява да я омъжи за Рене I от Анжу, който през 1415 г. наследил Херцогство Бар от роднината си херцог Едуард III, който е убит в битката при Аженкур.
Изабела се омъжва на 24 октомври 1420 г. в Нанси за Рене I от Анжу († 1480), граф на Гиз, граф на Бар, херцог на Лотарингия (Млад Дом Анжу)

## Деца
- Изабела († млада)
- Жан II (* 1425; † 1470), херцог на Лотарингия, херцог на Калабрия, княз на Жирона, 1458 титулярен крал на Неапол
- Ренé (* 1426)
- Лудвиг, (* 1427; † 1444), маркграф на Pont-à-Mousson
- Николаус (* 1428; † малък), херцог на Бар
- Йоланда (* 142; † 1483), херцогиня на Лотарингия и др.; ∞ Фридрих II граф на Водемон
- Маргарет д'Анжу (* 1430; † 1482), брак Хенри VI, крал на Англия
- Карл (* 1431; † 1432), граф на Гиз
- Луиза (* 1436; † малка)
- Анне (* 1437; † малка)